# Hygroamblystegium fluviatile
Hygroamblystegium fluviatile là một loài Rêu trong họ Amblystegiaceae. Loài này được (Hedw.) Loeske mô tả khoa học đầu tiên năm 1903.